# Le Pouliguen
Le Pouliguen is een gemeente in het Franse departement Loire-Atlantique (regio Pays de la Loire). De plaats maakt deel uit van het arrondissement Saint-Nazaire. Le Pouliguen telde op 1 januari 2022 4.007 inwoners.

## Geografie
De oppervlakte van Le Pouliguen bedroeg op 1 januari 2022 4,39 vierkante kilometer; de bevolkingsdichtheid was toen 912,8 inwoners per km².

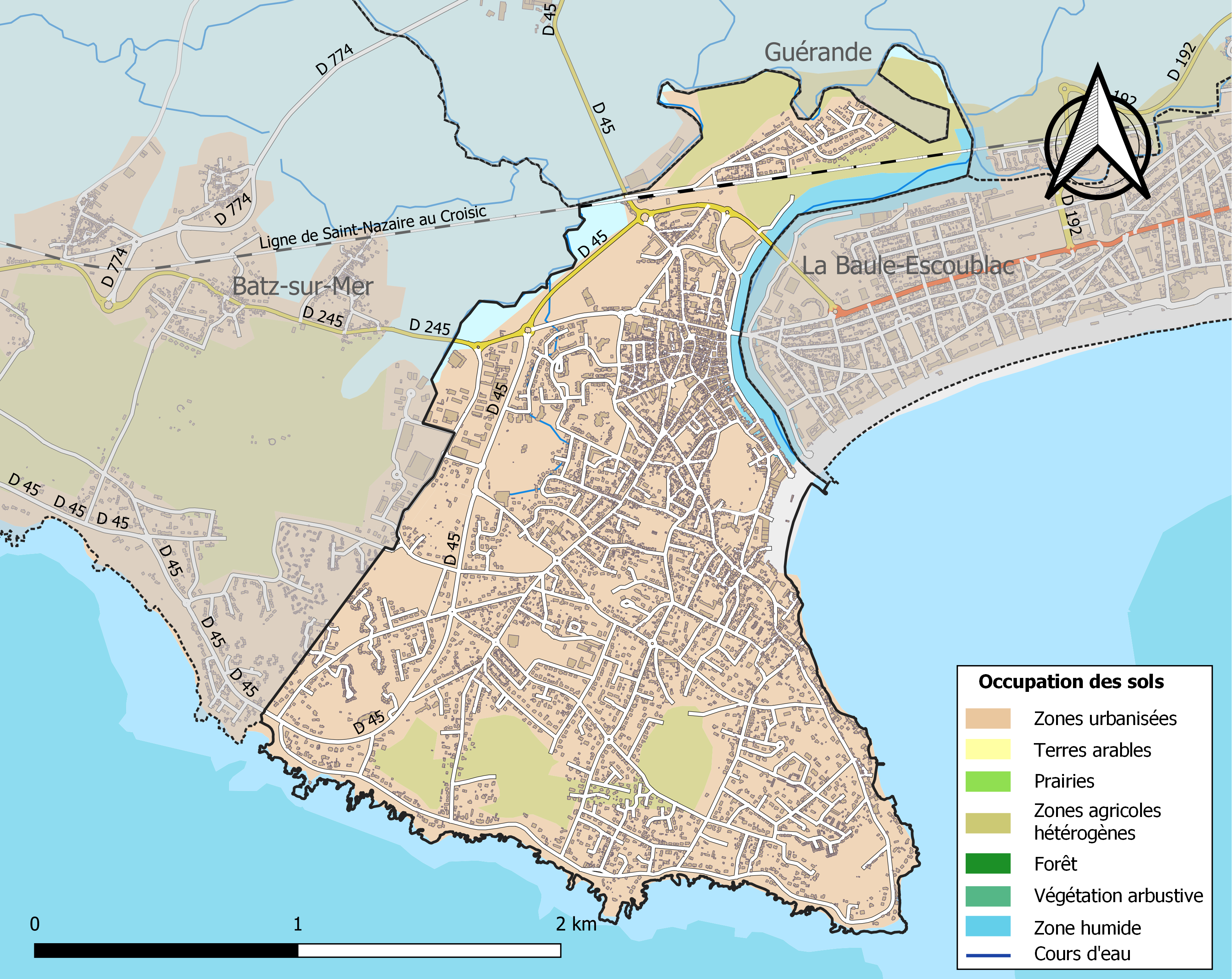
Kaart van de gemeente met de belangrijkste infrastructuur, bodemgebruik en omliggende gemeenten

## Demografie
Onderstaande figuur toont het verloop van het inwonertal (bron: INSEE-tellingen).